# Ordenssällskapet W:6

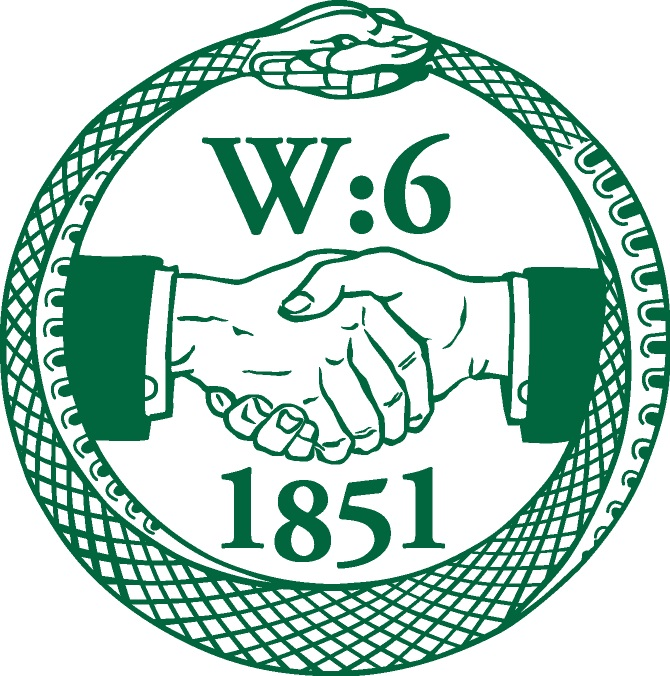
Ordenssällskapet W:6 logotyp.

Ordenssällskapet W:6 grundades  1851 i Göteborg av August Paulin (1825–1904), tillsammans med fem nära vänner. Det är en renodlat svensk orden med 31 loger från Luleå i norr till Ystad i söder. Namnet är avsett att uttydas så, att W står för Wänskap och 6 för antalet av grundare. Antalet medlemmar är drygt 6 000. Varje loge har en självständig ställning och förvaltning, men representanter för logerna samlas vartannat år till riksmöte, där gemensamma angelägenheter dryftas. Logen i Göteborg är Ordenssällskapets Stamloge.

## Allmänt
W:6 är ett slutet sällskap, med tillträde endast för myndiga män med gott anseende, svenska såväl som utländska medborgare fast bosatta inom landet. Anmälan till inträde i Ordenssällskapet sker genom ett Fadderskap.
Wänskap och välgörenhet är två av W:6 hörnpelare. Ordenssällskapet stödjer och ger årligen bidrag till olika behövande organisationer i landet.
Aktiviteter inom sång, musik och teater är ett av många kännetecken som utmärker W:6.
Inom W:6 finns också Damverksamhet.
Mer information finns på w6.se.

## Ordensflagga
W:6-flaggan består av horisontella band, alla lika breda, i färgerna grönt-vitt-grönt. I det vita fältet i mitten står i svart symbolen  • — —    vilket skall tolkas som bokstaven W enligt morsealfabetet.

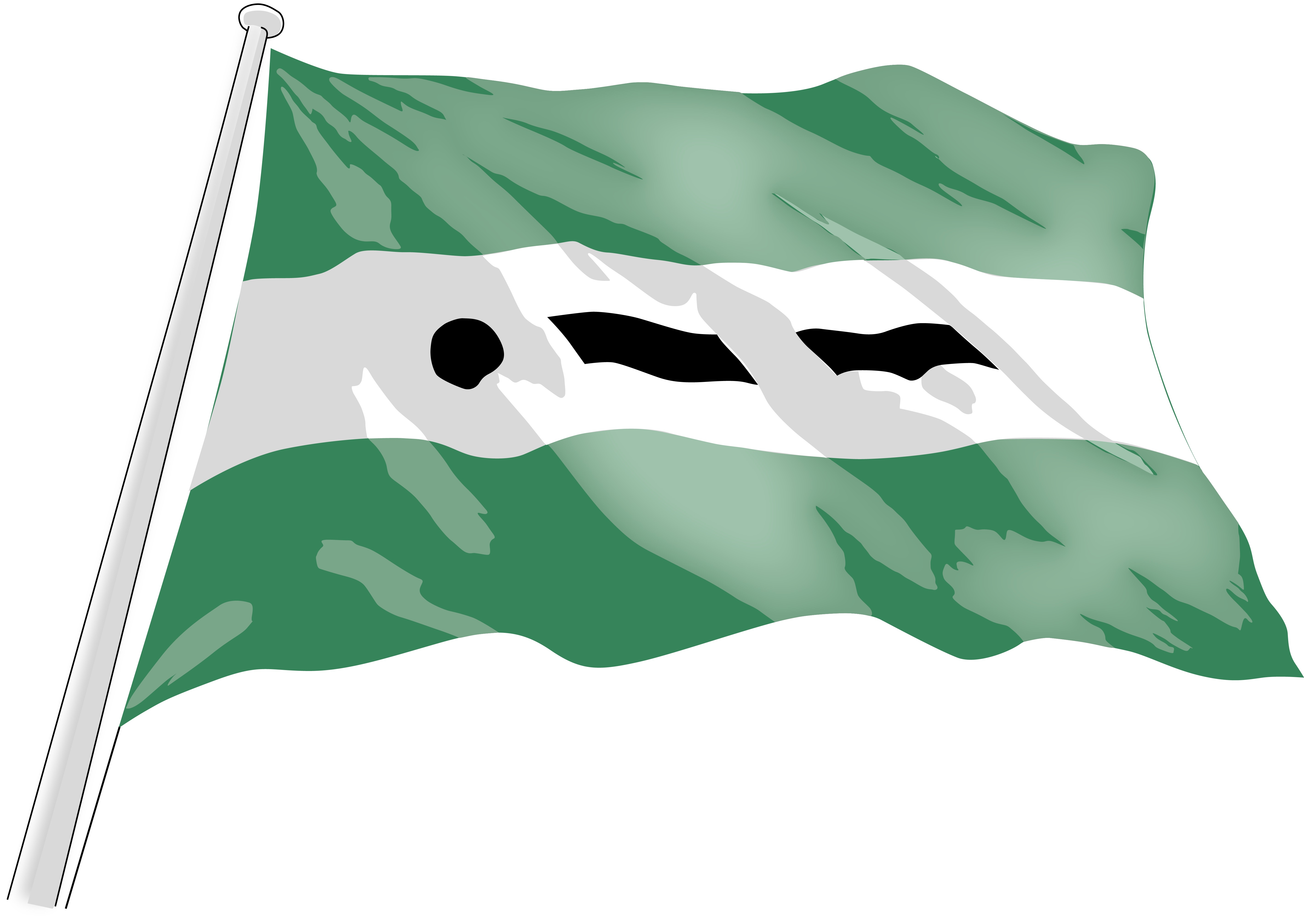
Ordenssällskapet W:6 flagga

Morse-W-tecknet pryder även pärmen på de minnesböcker, som utgavs vid sällskapets 100-årsjubileum 1951 och 150-årsjubileum 2001.                                                                                                                                                                                  

## Se även

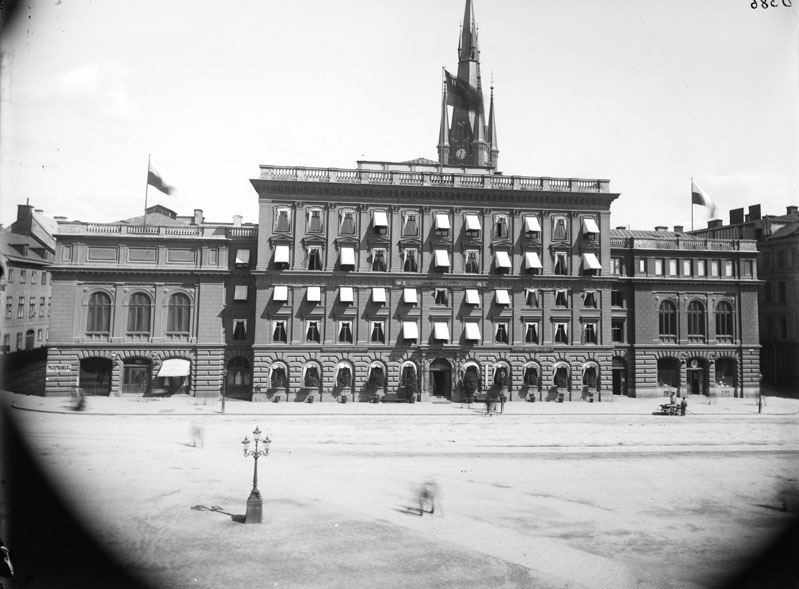
Tidigare ordenshuset i Hotel W 6 i Stockholm